# Laura Meseguer
Laura Meseguer   (Barcelona, 1968) és una dissenyadora catalana.
Dissenyadora i docent especialitzada en disseny editorial i en el disseny de lletres o caràcters a mida, des d'un monograma fins a un alfabet complet. Va estudiar a l'Escola Superior de Disseny i d'Arts Llotja de Barcelona i es va iniciar en la professió treballant en diverses agències de publicitat. Va estudiar Type & Media i va obtenir un Màster en l'especialitat de Disseny de Tipografies a la Koninklijke Academie van Beeldende Kunsten (KABK) de la Haia (Països Baixos). És autora de TypoMag. Tipografía en las revistas (Index Book, 2010) i coautora de Cómo crear tipografías. Del boceto a la pantalla (Tipo-e, 2012), juntament amb Cristóbal Henestrosa i José Scaglione.
L'any 2024 va desenvolupar, junt amb Anja Lutz, el projecte de crowdsourcing Recipes for connecting (Receptes per connectar) que els va valdre una menció especial del Premi Ciutat de Barcelona de Disseny i Moda.